# Dracula chestertonii
Dracula chestertonii, conocida como Piel de rana, es una especie de orquídea epifita originaria de Colombia.

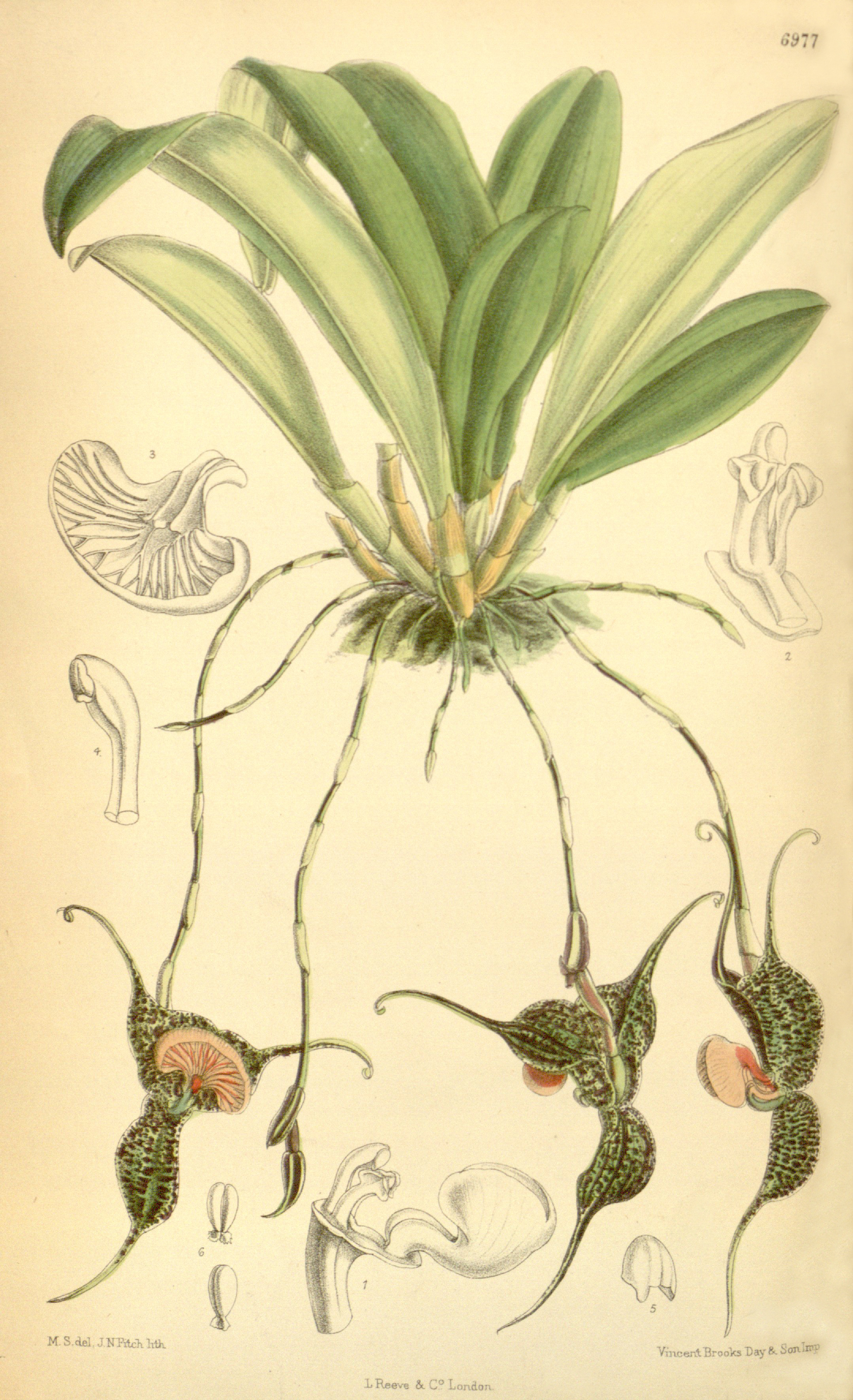
Dracula chestertonii
(sin. Masdevallia chestertonii)
placa 6977 in:
Curtis's Bot. Magazine
(Orchidaceae), vol. 114,
(1888)

## Descripción
Es una orquídea de tamaño pequeño, con hábito de epifita y con ramicaules  erguidos, que están envueltos basalmente por 2-3 vainas sueltas, tubulares y llevando una sola hoja, apical, erguida, lanceolada, de color verde oscuro, ligeramente plegada, delgadamente coriácea, aguda, estrechándose gradualmente abajo en la  base peciolada conduplicada. Florece en el verano y el otoño en una inflorescencia delgada, horizontal a descendente, multi-bracteada, púrpura,de 20 cm de largo que surge de la parte baja en el ramicaule con algunas  flores individuales fragantes [hongos], aparecen sucesivamente y mantenidas por debajo de la planta.

## Distribución y hábitat
Se encuentra en Antioquia, Chocó y Valle de Cauca en Colombia en los bosques nubosos en las elevaciones de 1.500 a 2.200 metros.

## Taxonomía
Dracula chestertonii fue descrita por (Rchb.f.) Luer  y publicado en Selbyana 2: 194. 1978.
Etimología
Dracula: nombre genérico que deriva del latín y significa: "pequeño dragón", haciendo referencia al extraño aspecto que presenta con dos largas espuelas que salen de los sépalos.
chestertonii; epíteto otorgado en honor del recolector de orquídeas Henry Chesterton quien descubrió la especie.
Sinonimia
- Dracula macrochila (Regel) Luer
- Masdevallia chestertonii Rchb.f.
- Masdevallia macrochila Regel[7][8]